# عادل بدر
عادل بدر (انگلیسی: Adel Bader؛ زادهٔ ۱۷ ژانویهٔ ۱۹۹۷) یک ورزشکار است.